# 费奥多尔·罗斯季斯拉维奇
费奥多尔·罗斯季斯拉维奇 (俄語：Феодор Ростиславич Чёрный，1230年代—1298年），是俄罗斯正教会的一位圣人，他是斯摩棱斯克和雅罗斯拉夫尔的统治者。  1260年，费奥多尔·罗斯季斯拉维奇与雅罗斯拉夫尔王子瓦西里的女儿玛丽亚·瓦西里耶芙娜结婚。